# Musaranya nana del Zaire
La musaranya nana del Zaire (Suncus varilla) és una espècie de mamífer de la família de les musaranyes (Soricidae). Viu a Botswana, la República Democràtica del Congo, Lesotho, Malawi, Moçambic, Sud-àfrica, Tanzània, Zàmbia i Zimbàbue.